# Pseudarmadillo cristatus
Pseudarmadillo cristatus är en kräftdjursart som beskrevs av Helmut Schmalfuss 1984. Pseudarmadillo cristatus ingår i släktet Pseudarmadillo och familjen Delatorreidae. Inga underarter finns listade i Catalogue of Life.